# Hybolabus cyaneus
Hybolabus cyaneus là một loài bọ cánh cứng trong họ Attelabidae. Loài này được Klug miêu tả khoa học năm 1825.